# HMS Escort (H66)
Pour les autres navires du même nom, voir HMS Escort.
Le HMS Escort (pennant number H66) est un destroyer de classe E lancé pour la Royal Navy en 1934.

## Construction

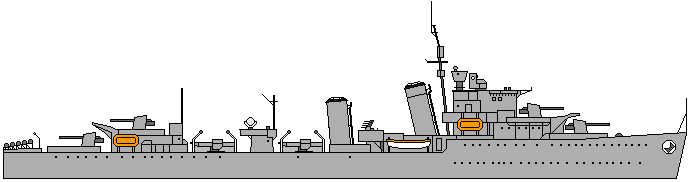
Profil d'un destroyer de la classe E.

Le Escort est commandé, dans le cadre du programme naval de 1931, le 1er novembre 1932 pour le chantier naval de Scotts Shipbuilding and Engineering Company de Greenock en Ecosse. La pose de la quille est effectuée le 30 mars 1933, le Escort est lancé le 29 mars 1934 et mis en service le 6 novembre 1934.
Le Escort est un des 9 navires de la classe E, version allongée de la classe A de 1927 et sur la classe D précédente, permettant d'améliorer leur endurance. Ses quatre canons, en affût simple, sont de 120 mm. Ils sont superposés deux à la proue et les deux autres à la poupe. Deux plateformes de tubes lance-torpilles quadruples de 533 mm sont présentes dans l'axe du navire, installées après les deux cheminées et séparées par une plateforme projecteur. Il n'est pas équipé à l'origine comme dragueur de mines.
Les destroyers des classes E et F déplacent 1 428 t)en charge normale et 1 970 t en pleine charge. Ils ont une longueur totale de 100,3 mètres, une largeur de 10,1 mètres et un tirant d'eau de 3,8 mètres. Ils sont propulsés par deux turbines à vapeur à engrenages Parsons, chacune entraînant un arbre d'hélice, utilisant la vapeur fournie par trois chaudières à trois tambours Almirauty qui fonctionnent à une pression de 20,7 bar (300 psi) et à une température de 327 °C. Les turbines développent une puissance totale de 36 000 chevaux-vapeur (27 000 kW) et atteignent une vitesse maximale de 35,5 nœuds (65,7 km/h). Les destroyers transportent un maximum de 470-480 tonnes de mazout, ce qui leur donne une autonomie de 6 350 milles marins (11 760 km) à 15 nœuds (28 km/h).L'effectif du navire est de 145 officiers et matelots.
Tous les navires avaient le même armement principal. Leurs quatre canons QF Mark IX, en affût simple, sont de 120 mm. Ils sont superposés deux à la proue et les deux autres à la poupe.
Deux plateformes de tubes lance-torpilles quadruples de 533 mm sont présentes dans l'axe du navire, installées après les deux cheminées et séparées par une plateforme projecteur. Un rail de grenades sous-marines et deux lanceurs sont installés ; 20 grenades sous-marines étaient initialement transportées, mais ce nombre est passé à 35 peu après le début de la guerre.  Il n'est pas certain que son jeu de tubes torpilles arrière ait été remplacé par un canon AA de 76 mm (12 livres) en mai 1940.

## Histoire
Le Escort est mis en service le 30 octobre 1934, pour un coût total de 249 587 livres sterling, sans compter les équipements fournis par le gouvernement comme l'armement. À sa mise en service, le navire est affecté à la 5e flottille de destroyers de la Home Fleet (Flotte intérieure), à l'exception d'un bref déploiement dans les Antilles entre janvier et mars 1935.
Par la suite, il est réaménagé à Sheerness du 27 mars au 30 avril. Le Escort est rattaché à la  Mediterranean Fleet(Flotte méditerranéenne) de septembre 1935 à mars 1936, pendant la crise d'Abyssinie. Il heurte une écluse alors qu'il se trouve à Sheerness et a nécessité sept semaines de réparations qui ne sont achevées que le 5 septembre. Le navire patrouille dans les eaux espagnoles pendant la guerre civile espagnole, appliquant les décrets du Comité de non-intervention jusqu'au 24 mars 1939, date à laquelle il rentre au Royaume-Uni. À son retour, le Escort est confié au croiseur léger HMS Caledon de la Reserve Fleet (Flotte de réserve) et n'est remis en service que le 2 août, date à laquelle il est affecté à la 12e flottille de destroyers.

### Seconde Guerre mondiale
Le 3 septembre, le Escort et sa sister ship HMS Electra sauvent quelque 300 survivants du paquebot SS Athenia, qui a été torpillé par le sous-marin allemand U-30. Le navire est affecté à l'escorte des convois et à la lutte anti-sous-marine au sein du Western Approaches Command (commandement des approches occidentales). Il est transféré à Rosyth en décembre, pour des tâches similaires en mer du Nord. Le Escort est réaménagé à Falmouth entre le 10 janvier et le 12 février 1940, et reprend ses fonctions par la suite. Avec les destroyers HMS Inglefield et HMS Imogen, il coule le sous-marin allemand U-63 le 25 février, après que le sous-marin allemand ait été repéré par le sous-marin HMS Narwhal à quelque 90 milles marins (140 kilomètres) à l'est des îles Orcades.
Lorsque la campagne de Norvège commence au début du mois d'avril 1940, le Escort est transféré à la Home Fleet, et est en train de filtrer les capital ships (navires capitaux) lorsqu'ils sont lancés dans la mer du Nord à la recherche de navires allemands le 9 avril. Après que son navire-jumeau Eclipse ait endommagé par une attaque aérienne le 11 avril, le Escort le remorque jusqu'à Sullom Voe.
Le navire escorte les porte-avions HMS Glorious et HMS Ark Royal à partir du 25 avril, alors que leurs avions attaquent des cibles allemandes en Norvège. Le 27 avril, il accompagne le Glorious lorsque ce navire retourne à Scapa Flow pour faire le plein de carburant et le réapprovisionnement de son avion.
Le navire est légèrement endommagé lors d'une collision avec le paquebot polonais Chrobry le 11 mai 1940. Le Escort est basé à Scapa Flow en tant que partie de la Home Fleet jusqu'au 26 juin, date à laquelle il navigue vers Gibraltar pour rejoindre la Force H. Il arrive le 2 juillet et rejoint la Force H pour attaquer les navires de la Marine française à Mers-el-Kébir le jour suivant.
Au cours de l'opération MA 5, une attaque aérienne planifiée sur les aérodromes italiens en Sardaigne, le Escort est torpillé par le Guglielmo Marconi le 11 juillet après que l'attaque est annulée en raison du manque de surprise. La torpille fait un trou de 6 mètres de large entre les deux chaufferies, mais ne tue que deux membres d'équipage. Plus tard dans la matinée, le Escort coule à la position géographique de 36° 11′ N, 3° 37′ O.

### Honneurs de bataille
- ATLANTIC 1939-40
- NORTH SEA 1940

### Participation auxconvois
Le Escort a navigué avec les convois suivants au cours de sa carrière:
1. Convoi BC 1FR
2. Convoi BC 1S
3. Convoi BC 3FR
4. Convoi BC 4/1
5. Convoi BC 4R
6. Convoi BC 5F
7. Convoi BC 6R
8. Convoi BC 7/1
9. Convoi HG 3
10. Convoi HN 4
11. Convoi HN 14
12. Convoi HN 16
13. Convoi HN 18
14. Convoi HN 20
15. Convoi OA 19
16. Convoi OA 24G
17. Convoi OA 34
18. Convoi OA 43
19. Convoi ON 14(Nor)1
20. Convoi ON 16(Nor)1
21. Convoi ON 18(Nor)1
22. Convoi ON 20(Nor)1
23. Convoi SL/MKS 6
24. Convoi TC 4

### Commandement
- Lieutenant Commander (Lt.Cdr.) John Bostock (RN) du 31 juillet 1939 au 11 juillet 1940